# ラルフ・ガーマン
ラルフ・ガーマン（Ralph Garman、1964年11月17日 - ）は、アメリカ合衆国の俳優。ペンシルベニア州フィラデルフィア出身。

## 出演作品
- コンビニ・ウォーズ バイトJK VS ミニナチ軍団
- テッド（スティーヴ・ベネット）
- Dr.HOUSE シーズン8
- トゥー・フォー・ザ・マネー
- NYPD BLUE 〜ニューヨーク市警15分署 シーズン10～12
- 宇宙探査艦オーヴィル The Orville